# جورج بيرد (منافس ألعاب قوى)
جورج بيرد (بالإنجليزية: George Baird)‏ هو منافس ألعاب قوى أمريكي، ولد في 5 مارس 1907 في غراند إيسلاند في الولايات المتحدة، وتوفي في 4 سبتمبر 2004 في Rhinebeck (town), New York ‏ في الولايات المتحدة.

## وصلات خارجية
- جورج بيرد على موقع أوليمبيديا (الإنجليزية)